# Chewbacca
Chewbacca, apodado Chewie, es un personaje de ficción de la franquicia Star Wars. Es un wookiee, una especie alta, peluda y muy inteligente originaria del planeta Kashyyyk. Mide 2,3 metros y normalmente sólo lleva una bandolera y una bolsa de herramientas. Lleva un arco, un arma tradicional wookiee, y habla el idioma de los wookiees, el shyriiwook. Aparece por primera vez en la película original de Star Wars como fiel amigo del contrabandista Han Solo. También es el copiloto de la nave estelar de Han, el Halcón Milenario.
Chewbacca es interpretado por Peter Mayhew en la trilogía cinematográfica original, en Star Wars Holiday Special (1978) y en La venganza de los Sith (2005). Mayhew comparte el papel de Chewbacca con su doble, Joonas Suotamo, en El despertar de la Fuerza (2015). Tras la retirada de Mayhew en 2017, Suotamo asumió el papel apareciendo en Los últimos Jedi (2017) y El ascenso de Skywalker (2019). De igual forma, Suotamo interpreta a Chewbacca en la película independiente Han Solo: una historia de Star Wars (2018). Chewbacca también aparece en series de animación, novelas, cómics y videojuegos.

## Creación y representación
George Lucas inventó muchos personajes de ficción mientras escribía la película original de Star Wars (1977). Chewbacca se inspiró en su perra, una malamute llamada Indiana. Ella se sentaba en el asiento del pasajero de su coche mientras él conducía y él se refería a ella como su «copiloto».
El nombre de Chewbacca deriva de la palabra rusa sobaka (собака), que significa «perro». En Francia, su nombre se cambió en la versión original en francés de Stars Wars. Se llamaba Chiktabba y su apodo era Chiko, debido a que el nombre en inglés era similar a «masticar tabaco», que en francés es «tabac à mâcher» o «tabac à chiquer», similar al «Chiquetabac». En las ediciones en italiano, Chewbacca se llama «Chewbecca» y recibe el sobrenombre de «Chewbe».
El disfraz original fue creado por Stuart Freeborn y su esposa Kay Freeborn, quienes tejieron a mano la sección del torso. Durante la preproducción de El despertar de la fuerza, el supervisor de efectos de criaturas Neal Scanlan comentó que el traje original era mucho más sofisticado de lo que habían pensado originalmente, lo que lo llevó a descartar por completo su primer intento de hacer el nuevo traje, regresar y estudiar el trabajo de Freeborn para poder apreciar mejor cómo funcionó e intentar emularlo. El traje de Chewbacca utilizado en la trilogía original y en Star Wars Holiday Special se confeccionó con pelo de yak, pelo de conejo y mohair. Para El despertar de la fuerza, se confeccionaron varios trajes de Chewbacca con pelo de yak, licra y una pequeña cantidad de mohair.
La voz de Chewbacca fue creada por Ben Burtt, diseñador de sonido de la trilogía original y de la trilogía de precuelas, que generó las vocalizaciones del wookiee mezclando grabaciones de cuatro osos, un tejón, un león, una foca y una morsa. Uno de los elementos más destacados en la voz fue un oso negro llamado Tarik, del Zoológico Happy Hollow en San José, California.
Peter Mayhew modeló su interpretación de Chewbacca a partir de los gestos de animales que observó en zoológicos públicos. Sólo se podían ver los ojos azules de Mayhew en su disfraz, pero los fans lo reconocían fácilmente por sus gestos, y sus compañeros de trabajo afirmaban tener la capacidad de saber cuándo un sustituto estaba tomando su lugar.

## Recepción
En su crítica de 1997 de la reedición en edición especial de El imperio contraataca, el crítico de cine Roger Ebert declaró que, de todos los personajes, Chewbacca era el que peor estaba interpretado. Escribió:
Este personaje fue lanzado en la primera película como un escaparate, nunca se pensó en él, y como resultado se le ha cargado con una expresión facial y un aullido lastimero. Se podría haber hecho mucho más. ¿Cómo puedes ser un piloto espacial y no ser capaz de comunicarte de forma significativa? ¿De verdad Han Solo entiende los monótonos ruidos de Chew? ¿Tienen largas charlas de vez en cuando?
A pesar de la crítica de Ebert, Chewbacca recibió un Premio a la Trayectoria en los MTV Movie Awards de 1997.

## Apariciones

### Trilogía original
Chewbacca fue introducido en Star Wars (1977) y es interpretado por Peter Mayhew en las tres películas de la trilogía original. Mayhew fue elegido principalmente por su estatura de 2,21 m. En Star Wars, Chewbacca y Han Solo son contrabandistas que aceptan un encargo para transportar a Luke Skywalker y Obi-Wan Kenobi al planeta Alderaan a bordo de su nave, el Halcón Milenario. Cuando encuentran el planeta arrasado por la Estrella de la Muerte, Chewbacca y Han ayudan a sus pasajeros a rescatar a la Princesa Leia y la llevan a la base rebelde de Yavin 4. En la escena de batalla clímax de la película, Chewbacca y Han salvan a Luke de morir a manos de Darth Vader, lo que permite a Luke destruir la Estrella de la Muerte. Tras la batalla, Leia agradece a Chewbacca sus logros junto a Luke y Han.
El Imperio contraataca (1980) tiene lugar tres años después de Star Wars. Chewbacca y Han planean abandonar la Rebelión para pagar una deuda a Jabba el Hutt, pero se ven arrastrados de nuevo a la guerra cuando el Imperio asalta la base rebelde. Chewbacca, Han y Leia se refugian en Ciudad de las Nubes con Lando Calrissian, amigo de Han, sin saber que Lando les ha traicionado ante el Imperio. C-3PO es despedazado por un stormtrooper imperial y Chewbacca le salva de ser fundido. Antes de que Han sea congelado en carbonita y entregado a Jabba, le pide a Chewbacca que cuide de Leia por él. Chewbacca, Leia y Lando escapan de Vader en el Halcón. Cuando Leia oye el grito de ayuda de Luke, ordena a Chewbacca que dé la vuelta a la nave para rescatarlo. En la escena final de la película, Chewbacca se une a los demás para prepararse para rescatar a Han de las manos de Jabba.
Lucas quería crear simpatía entre el público hacia C-3PO en El Imperio contraataca haciendo que fuera desmantelado. Como C-3PO y Chewbacca eran personajes simpáticos, que no se gustaban mutuamente, Lucas quería que tuvieran una experiencia de unión. Para ello, Chewbacca rescata a C-3PO y más tarde lo repara con la ayuda de R2-D2.
Al principio de El regreso del Jedi (1983), Chewbacca se infiltra en el palacio de Jabba haciéndose pasar por el prisionero de un cazarrecompensas, que en realidad es Leia disfrazada. Chewbacca y sus compañeros consiguen rescatar a Han y escapar. Más tarde, Chewbacca se une a los demás en una misión para destruir el generador de escudos de la segunda Estrella de la Muerte, que se encuentra en la luna Endor. Durante una batalla, Chewbacca se hace con un caminante AT-ST, lo que contribuye al éxito de la misión. Al final de la película, Chewbacca y los demás rebeldes celebran la destrucción de la Estrella de la Muerte y la caída del Imperio.

### Trilogía de precuelas
En La venganza de los Sith (2005), Chewbacca y su compañero wookiee Tarfful luchan en las Guerras Clon cuando Kashyyyk es invadido por la Alianza Separatista. También ayudan al Maestro Jedi Yoda a escapar de las tropas clon que tenían orden de matarlo.

### Trilogía de secuelas
En El despertar de la Fuerza, Mayhew comparte el papel de Chewbacca con su doble, Joonas Suotamo. En la película, ambientada treinta años después de El Retorno del Jedi, Chewbacca y Han encuentran el Halcón Milenario, que les había sido robado. Ayudan al stormtrooper de la Primera Orden Finn, a la carroñera Rey y al droide BB-8 a escapar de una banda de mercenarios, y luego vuelan al castillo de Maz Kanata para que les ayude a entregar BB-8 a la Resistencia. Mientras están en el castillo de Maz, la Primera Orden llega y captura a Rey. Chewbacca y los demás vuelan a una base de la Resistencia, donde él y Han se reúnen con Leia y C-3PO. Pronto se reúnen también con Rey, que ha escapado de la Primera Orden. Durante una misión de la Resistencia, Han es asesinado por su hijo Kylo Ren, lo que provoca que un enfurecido Chewbacca dispare a Kylo en el costado. El wookiee activa entonces unos explosivos que permiten a Poe Dameron y otros pilotos del Ala-X destruir la Base Starkiller, la superarma de la Primera Orden. Antes de que la base explote, Chewbacca rescata a Rey y Finn del desierto, donde habían estado luchando con Kylo. Más tarde, Chewbacca ayuda a Rey a encontrar a Luke en el planeta Ahch-To.
Suotamo interpreta a Chewbacca en Los últimos Jedi (2017), que tiene lugar inmediatamente después de El despertar de la Fuerza. Mientras Rey intenta convencer a Luke para que la entrene, Chewbacca desarrolla una relación con unas aves marinas conocidas como Porgs. Más tarde, Chewbacca y Rey ayudan a la Resistencia utilizando el Halcón para distraer a los cazas TIE de la Primera Orden.
Chewbacca regresa en El ascenso de Skywalker (2019), interpretado de nuevo por Suotamo. Él y sus compañeros viajan al planeta Passana, donde buscan una pista sobre la ubicación de un wayfinder (buscador de caminos) Sith. Con la ayuda de Lando, localizan la pista, pero son rápidamente encontrados por la Primera Orden. Mientras Rey se enfrenta a Kylo, Chewbacca es capturado y llevado a bordo de un transporte. Rey utiliza la Fuerza para detener el vuelo del transporte en el que cree erróneamente que se encuentra Chewbacca. Accidentalmente destruye la nave con un rayo de la Fuerza y cree que ha matado a Chewbacca, que en realidad estaba en otro transporte. Profundamente conmocionados por la aparente muerte del wookiee, Rey y los demás se comprometen a continuar la misión en su memoria. Más tarde, los amigos de Chewbacca se dan cuenta de que está vivo y consiguen rescatarlo. Cuando regresan a la base de la Resistencia, se enteran de la muerte de Leia y Chewbacca queda consternado. Entonces ayuda a Lando a reclutar ciudadanos de toda la galaxia para derrotar a las fuerzas de los Sith Eternos. Casi al final de la película, Chewbacca recibe una medalla de Maz.

### Han Solo: una historia de Star Wars
Suotamo interpreta a Chewbacca en la película independiente de 2018, Han Solo: una historia de Star Wars, que detalla el primer encuentro del wookiee con Han. Ha sido capturado por los Imperiales en el planeta Mimban y está cautivo en una pequeña fosa. Han, considerado un alborotador por los imperiales, es arrojado a la fosa para ser devorado por Chewbacca. El wookiee ataca a Han, pero se detiene cuando Han revela que puede hablar shyriiwook. Chewbacca y Han forman un vínculo instantáneo y escapan de sus captores. Se unen a la tripulación del ladrón Tobias Beckett y realizan varios intentos de robar coaxium para el sindicato del crimen Alba Escarlata. En Kessel, Chewbacca libera a otros wookiees de la esclavitud. Durante el escape de Kessel, en el que Han pilota el Halcón a través de una vorágine de nubes, Chewbacca revela su habilidad como piloto. Casi al final de la película, Beckett se vuelve traidor y captura a Chewbacca. Después de que Han salve a su amigo y mate a Beckett, gana el Halcón Milenario de manos de Lando. Chewbacca y Han emprenden entonces más aventuras en el Halcón.

### Series de animación
En el final de la tercera temporada de la serie de televisión Star Wars: La guerra de los clones, Chewbacca es capturado por cazadores trandoshan, pero es liberado por Ahsoka Tano y acepta ayudarla a escapar junto a dos jóvenes. Él y Ahsoka atacan la fortaleza trandoshana antes de ser encontrados y ayudados por Tarfful y otros wookiees. Chewbacca aparece en las dos temporadas de la serie web Star Wars: Fuerzas del Destino (2017-2018). Aparece en los episodios 5 y 10 de la temporada 1, y en los episodios 6 y 12 de la temporada 2.

### Novelas y cómics
Chewbacca aparece en las novelas El escape de los contrabandistas: Una aventura de Han Solo y Chewbacca (2015) y The Mighty Chewbacca in the Forest of Fear (2018). Aparece en los cómics Chewbacca (2015), Life Day (2021) y Han Solo and Chewbacca (2022-2023).

### Videojuegos
Chewbacca es un personaje jugable en diversos videojuegos, como Masters of Teräs Käsi, Star Wars Battlefront II, Star Wars Battlefront: Renegade Squadron, Star Wars Battlefront: Elite Squadron y la versión de 2017 de Star Wars Battlefront II. El wookiee también es jugable en los videojuegos Lego Star Wars: The Video Game, Lego Star Wars II: The Original Trilogy, Lego Star Wars III: The Clone Wars, Lego Star Wars: The Force Awakens y Lego Star Wars: The Skywalker Saga de la franquicia Lego Star Wars.

### Otros
El programa de televisión de 1978 Star Wars Holiday Special presenta a la familia de Chewbacca, incluida su esposa Mallatobuck, su hijo Lumpawarrump y su padre Attichitcuk, que es el jefe de la tribu Kaapauku. El programa presenta una historia en la que Chewbacca y Han viajan a Kashyyyk para celebrar el Día de la Vida, mientras intentan evitar que Darth Vader estropee la fiesta. El especial no forma parte del canon de la historia de Star Wars.

## Star Wars Legends
Tras la adquisición de Lucasfilm por parte de The Walt Disney Company en 2012, la mayoría de las novelas y cómics de Star Wars producidos entre 1977 y 2014 pasaron a llamarse Star Wars Legends y fueron declarados no-canon de la franquicia. Las obras de Legends constituyen un universo narrativo independiente.
Chewbacca aparece en las trilogías de novelas The Han Solo Adventures (1979-1980), Crisis de la Flota Negra (1996-1997) y la Trilogía de Han Solo (1997-1998), así como en las novelas Herederos de la Fuerza (1995), Vector Prime (1999), y Darth Vader: El Señor Oscuro (2005).
Darth Vader: El Señor Oscuro se sitúa justo después de La venganza de los Sith. Cuando el Imperio esclaviza a la mayor parte de la población de Kashyyyk para construir la Estrella de la Muerte, Chewbacca escapa con un grupo de contrabandistas amigos de los Jedi. La Maniobra Hutt, la segunda novela de la Trilogía de Han Solo, explica cómo se conocieron Chewbacca y Han. Mientras servía como teniente en la Armada Imperial, Han encuentra a Chewbacca inconsciente a bordo de un barco de esclavos. Han recibe la orden de despellejar al wookiee, pero lo rescata. Al recobrar el conocimiento, Chewbacca jura una deuda de por vida a Han, así ambos se convierten en socios y amigos. En Vector Prime, Chewbacca sacrifica su vida para salvar a Anakin, el hijo de Han, de una colisión entre el planeta Sernpidal y una de sus lunas. Dos miembros de la familia del wookiee se ofrecen a asumir la deuda vitalicia de Chewbacca con Han.
A Vector Prime le siguió la serie de cómics Star Wars: Chewbacca, en la que C-3PO y R2-D2 viajan por la galaxia recopilando historias de seres que conocieron o se encontraron con el wookiee.

## Lecturas complementarias
- Brown, Angie (17 de febrero de 2024). «I made my Star Wars Chewbacca suit from 45 bags of hair extensions». BBC (en inglés). Consultado el 31 de agosto de 2024.
- Peña Abel G. (2005). «lucasfan». Consultado el 15 de mayo de 2010.
- Salvatore, R.A. (2014). Vector Prime. ximena.
- Wallace, Daniel (2002). The New Essential Guide to Characters. Del Rey.
- Wallace, Daniel (2005). The New Essential Chronology. Del Rey.
- Zahn, Timothy (1993). Trilogía Thrawn. Bandam Spectra.